# Araliacothrips daweishanensis
Araliacothrips daweishanensis (лат.) — вид трипсов, единственный в составе рода Araliacothrips Li, Li & Zhang, 2018 из семейства Thripidae (Thysanoptera).

## Распространение
Единственный вид рода был описан из Китая.

## Описание
Мелкие насекомые с четырьмя бахромчатыми крыльями. Самка макроптерная. Тёмно-коричневый, сильно сетчатый. Голова сетчатая, скульптура не приподнята; щёки параллельные, сужены за глазами и на базальной шее; нижнечелюстные пальпы 2-сегментные; сложные глаза с 6 слабо пигментированными фасетками; затылочная область без аподемы или воротничка; пара I глазковых волосков присутствует, пара III на переднебоковых краях глазкового треугольника. Антенны 8-сегментные, III и IV с длинной вершинной шейкой, III с длинным и вильчатым конусом, IV с одним вильчатым и одним простым конусом; VI сужено в основании, VIII длиннее VII. Пронотум сетчатый, волоски мелкие. Мезонотум с короткой заднемедиальной щелью. Метаскутум сетчатый без сильного треугольника, срединная пара волосков удалена от переднего края, имеются кампановидные сенсиллы. Переднее крыло с острой вершиной, реснички задней каймы волнистые, первая жилка с широко прерванным рядом волосков, вторая жилка с рассеянными волосками. Мезостернальная эндофурка без спинулы; метаторакальная эндофурка с короткими Y-образными усиками. Бёдра и голени сетчатые, лапки 1-сегментные. Тергиты сетчатые, срединные волоски мелкие, с краспедумом; II не сужен и без сильных микротрихий; III—VIII с дугообразным антекостальным гребнем, срединные волоски мелкие, хорошо разделены, субсрединные волоски слабо изогнуты или сигмовидные; VIII с постеромаргинальным гребнем, присутствующим латерально; X симметричный, срединное расщепление полное; тергит IX волоски длиннее X. Стерниты с широким краспедумом, волоски мелкие. Самец похож на самку; тергит IX с парными шиповидными волосками; стерниты IV—VII с поперечной поровой пластинкой перед антекостальным гребнем. По-видимому, связан с листьями Eleutherococcus nodiflorus (Аралиевые, Araliaceae).

## Классификация
В подсемействе Panchaetothripinae род Araliacothrips разделяет сходство с родом Phibalothrips, но волоски на передних крыльях хорошо развиты. Отсутствие поперечного гребня на голове и слабо Y-образная метастернальная фурка характерны для этого рода.